# Kate Henshaw
Kate Henshaw (19 de julio de 1971), es una actriz nigeriana. En 2008 obtuvo el premio en la categoría de mejor actriz protagónica en los Premios de la Academia del Cine Africano.

## Primeros años
Henshaw nació en el Estado de Cross River, el mayor de cuatro hermanos. Tras terminar sus estudios básicos en Lagos y Calabar, cursó estudios de microbiología en la Universidad de Lagos. Henshaw trabajó durante un tiempo en el Hospital General del estado de Bauchi.

## Carrera
En 1993 Henshaw audicionó para el papel principal en la película When the Sun Sets y logró quedarse con él. Esta fue su primera aparición importante en una producción de Nollywood. Henshaw has starred in over 45 Nollywood movies. En 2008 se coronó como mejor actriz en los Premios de la Academia del Cine Africano por su desempeño en la película Stronger than Pain. Actualmente es uno de los jurados en el programa de concursos Nigeria's Got Talent.

## Filmografía destacada
- When the Sun Sets (1993)
- Above Death: In God We Trust (2003)
- A Million Tears (2006)
- Games Men Play (2006)
- Stronger Than Pain (2007)
- Show Me Heaven (2007)
- Aremu The Principal (2015)[6]